# Encore heureux (album)
Pour l’article homonyme, voir Encore heureux.
Albums de Zazie
Cyclo
(2013) Essenciel
(2018)
Singles
1. Discold
Sortie : 19 juin 2015
2. Pise
Sortie : 2 octobre 2015
3. Faut pas s'y fier
Sortie : 18 mars 2016

Encore heureux est le neuvième album de Zazie, sorti le 30 octobre 2015. 
Il va réussir à se hisser en 5e place des ventes d'albums en France et en 2e place dans les Charts belges et suisses romands pendant la première semaine de vente. L'album est certifié disque d'or sur les mises en rayons uniquement en décembre 2015, les ventes réelles tournent à 60 000 exemplaires en France.
L'album existe en édition limitée Fnac avec un titre bonus inédit, "Tic Tac".
Trois clips seront issus de cet album, pour "Discold", "Faut pas S'y Fier", et "Pise". Pour ce dernier, Zazie expose des images du documentaire "Human" de Yann Arthus Bertrand.

## Historique
Après l'échec relatif de son précédent album, Cyclo, car ce dernier était trop sombre, Zazie décide de réaliser un album "solaire". Elle le compose en compagnie de Phil Baron son frère et d'Edith Fambuena, en voyageant de la Grèce à Paris, en passant par l'Islande, la Provence et la Bretagne. 
Cependant, l'enregistrement est marqué par la rupture entre la chanteuse et son guitariste Philippe Paradis avec qui elle était en couple depuis 2003. Lors d'une interview sur Nostalgie, Zazie révèle que la mélodie d'Adieu tristesse composée par Phil Baron était d'abord destinée à Nolwenn Leroy. Elle affirme adorer cette chanson. La chanson I Love You All est un hommage à Charlie Hebdo.
L'album Encore heureux est sorti le 30 octobre 2015. Le premier extrait de cet album, Discold, est sorti le 19 juin 2015. Le second extrait de l'album Pise est quant à lui mis en écoute sur le site officiel de la chanteuse le 28 septembre 2015  et mis en vente le 2 octobre.
Le 20 février 2016, Zazie démarre sa tournée L'Heureux Tour qui fait suite à cet album.

## Titres
| No  | Titre                        | Paroles | Musique                                   | Durée |
| --- | ---------------------------- | ------- | ----------------------------------------- | ----- |
| 1.  | Encore heureux               | Zazie   | Zazie - Phil Baron                        | 4:15  |
| 2.  | I Love You All               | Zazie   | Zazie                                     | 4:41  |
| 3.  | Oui-filles                   | Zazie   | Zazie - Philippe Paradis - Édith Fambuena | 4:31  |
| 4.  | Perchée                      | Zazie   | Zazie - Philippe Paradis - Édith Fambuena | 4:19  |
| 5.  | Faut pas s’y fier            | Zazie   | Zazie - Philippe Paradis - Édith Fambuena | 4:01  |
| 6.  | Pise                         | Zazie   | Zazie - Philippe Paradis - Édith Fambuena | 4:14  |
| 7.  | Tais-toi                     | Zazie   | Zazie - Philippe Paradis - Édith Fambuena | 3:43  |
| 8.  | Petroleum                    | Zazie   | Zazie - Philippe Paradis - Édith Fambuena | 4:16  |
| 9.  | Discold                      | Zazie   | Zazie - Philippe Paradis - Édith Fambuena | 4:50  |
| 10. | Sait-on jamais               | Zazie   | Zazie                                     | 4:32  |
| 11. | Adieu tristesse              | Zazie   | Phil Baron                                | 4:09  |
| 12. | Tic Tac (Bonus édition Fnac) | Zazie   | Zazie - Philippe Paradis - Édith Fambuena | 4:22  |

## Musiciens
- Philippe Paradis : Guitares acoustiques, électriques, baryton, basse, piano, harmonium, orgue B3, synthés et programmations, batterie, percussions et chœurs.
- Edith Fambuena : Guitares acoustiques, électriques, baryton, programmation, percussions et chœurs.
- Zazie : Claviers, pianos, harmonium, orgue B3, vibraphone, clavecin, batterie, chant et chœurs.
- Philippe Entressangle : Batteries et percussions (01 à 05 et 08 à 10).
- Nicolas Fiszman : Basse (01 à 04, 09).
- Phil Baron : Orgue (01), piano et synthé (11).
- Jean-Daniel Glorioso : Opérateur et editing pro-tools (01,06).
- Mike McGoldrick : Uilleann pipes, flûte, tin whistle, mandoline et bodhran (03).
- John McCusker : Fiddle et violon (03).